# Црква Светог Николе (Љуботин)
Црква Светог Николе  или  црква Светог Николаја Мирликијског  једна је од три православна црква Украјинске православне цркве у Љуботину, Харковска област, Украјина.

## Положај и статус
Црква Светог Николе се налази у граду Љуботину на рекама Љуботинка и Мерефа у западном делу Харковске области на удаљености од 24 км од Харкова, главног града  Украјине.
Црква опслужује вернике највећег насеље у Харковској области по броју становника, у коме  је према процени из 2012.  живело 21.868 становника.
У граду постоје три православне цркве: црква Вазнесења Господње у Старом Љуботину, црква у Гијевки (почетак 19. века) и црква Николаја Мирликијског код железничке станице (почетак 2000-их).
Црква је прво била у саставу  Руског царства (1721-1917),   Републике Русије (1917), Украјинска Народна Република (1917-1919),  Украјинска Совјетска Социјалистичка Република (1919-1922),   СССР (1922-1991) и на крају  Украјине (од 1991).

## Историја
Прва црква подигнута је на железничкој станици Љуботина у другој половини 19. века. Када је на станици подигнут локомотивски депо, број станичних становника се повећао, па је 1890. године изграђена и освештана црква у част Светог Николаја Чудотворца и краљице Александре, на углу модерних улица Шевченка и Гавенка, која је имала два престола.

### Црква у Другом светском рату
Током Другог светског рата  немачке трупе су 1943. године минирањем дигле у ваздух зграду цркве.

#### Обнова цркве
По завршетку Другог светског рата мештанка Јелисавета (презиме непознато) сачинила је тестамент којим је градској православној заједници завештала кућу да се у њој подигне православна црква.
Нова црква је настала президавањем куће донаторке 1950. године. Када је  црква освећена у част Светог Николаја Чудотворца, настао је други железнички храм у Љуботину.
Године 1975. извршена је реконструкција цркве током које су изграђени олтарски део, десно крило и неке канцеларијске просторије. Реконструкција је изведена у неколико етапа токо 80-их година 20. века, након које је црква добила данашњи облик.

### Страдање цркве у пожару
У ноћи 14. априла 2019. године,   избио је пожар у цркви, који је скоро потпуно уништи зграду, црквене књиге, иконе и други црквени инвентар који се у моменту пожара налазио у цркви. Узрок пожара у храму се утврђује. Полиција не искључује могућност намерног паљења храма. Према једној верзији, црква је запаљена због сукоба верника Украјинске православне цркве (самоуправна црква с правима широке аутономије под јурисдикцијом Руске православне цркве)   и  Православне цркве Украјине (аутокефалне цркве установљене од васељенског патријарха путем издавања патријаршијског и синодског томоса).

## Крсни празници цркве
- Пренос моштију Светог Николаја

- Слава  Светог Николаја Чудотворца

- Рођење Светог Николаја Архиепископа Мираклијско Ликијског.[5]